# J. D. Barker
J.D. Barker (nacido Jonathan Dylan Barker; Lombard, Illinois, 7 de enero de 1971) es un escritor estadounidense de thrillers de suspenso, que a menudo incorpora elementos de horror, crimen, misterio, ciencia ficción y lo sobrenatural. Su novela debut, «Forsaken», fue finalista a un Premio Bram Stoker en 2014.

## Primeros años y carrera
Barker nació el 7 de enero de 1971 en Lombard, Illinois, y pasó los primeros catorce años de su vida en Crystal Lake, Illinois. A los catorce años, la familia de Barker se mudó a Englewood, Florida. Asistió a la Escuela Secundaria Lemon Bay y se graduó en 1989. Luego se inscribió en el Instituto de Arte de Fort Lauderdale, donde más tarde obtuvo un título en administración de empresas. Mientras estaba en la universidad, una tarea de escritura llegó a las manos de Paul Gallotta, de la revista «Circus». Gallotta se acercó a Barker y le pidió que se uniera al personal de la revista «25th Parallel» donde trabajó junto al hombre que más tarde se convertiría en Marilyn Manson. Las asignaciones lo dejaron en el centro de la cultura pop y en 1991 Barker se diversificó, entrevistando a celebridades de grupos como Seventeen, TeenBeat y otras publicaciones nacionales y locales. En 1992, Barker sindicó una pequeña columna de periódico llamada «Revelado» que se centró en la investigación de lugares embrujados y sucesos sobrenaturales. Comenzó a trabajar como escritor fantasma y doctor de libros, ayudando a otros autores para su publicación. Barker cita a Stephen King, Dean Koontz, John Saul y Neil Gaiman entre sus influencias.
Stephen King leyó fragmentos de «Forsaken» con anterioridad a su publicación y concedió permiso a Barker para utilizar el personaje de Leland Gaunt (personaje de King que aparece en La tienda) en la novela. Publicado independientemente a finales de 2014, el libro consiguió algunos hitos importantes, #2 en Audible, #44 en Amazon Estados Unidos, #2 en Amazon Canadá, y #22 en Amazon Reino Unido. «Forsaken» fue también nominada para un Premio Bram Stoker (Mejor Novela de Estreno) y ganó un puñado de otros incluyendo el Premio Nuevo Medallista de Apple. Después de leer «Forsaken», la familia de Bram Stoker buscó a Barker y le pidió que fuera coautor de una precuela de Drácula utilizando las notas y diarios originales de Bram, muchos de los cuales nunca se han hecho público. El éxito independiente de Barker llamó la atención de editores y agentes tradicionales y a principios de 2016 su thriller de debut, El Cuarto Mono se vendió en una serie de subastas en todo el mundo, con Houghton Mifflin Harcourt a punto de publicarse en los EE. UU. y HarperCollins en el Reino Unido. El libro también se ha vendido tanto para cine como para televisión. En septiembre de 2017, Putnam compró los derechos editoriales de Drácula en una subasta con cinco casas con editores adicionales en todo el mundo y Paramount Pictures optó por los derechos de la película con Andrés Muschietti a la cabeza.

### Novelas
- Forsaken (2014)[13]
- El cuarto mono (2017)
- La quinta víctima (2018)
- Drácula. El origen con Dacre Stoker[14] (2018)
- La sexta trampa (2019)
- Los crímenes de la carretera con James Patterson (2020)
- She Has A Broken Thing Where Her Heart Should Be (2020)
- El último juego (2021)
- The Noise con James Patterson (2021)
- Death of the Black Widow con James Patterson (2022)
- Behind A Closed Door (2024)

### Cuentos cortos
- Mondays (1993 - Last Exit Press)
- Among Us (1995 - Dark Crossing Magazine)
- The Sitter (1996 - Hidden Fears Magazine)
- Wicked Ways (1997 - Hidden Fears Magazine)
- A Caller's Game (1997 - Hidden Fears Magazine)
- Room 108 (1998 - Hidden Fears Magazine)
- Hybrid (2012 - Among The Shadow Entertainment)[15]
- Of The Lake (2016 - Ancient Enemies Anthology - Good Dog Publishing)

## Filmografía

### Televisión
- El cuarto mono (CBS)[16]

### Largometrajes
- Drácula (Paramount Pictures)[17]

## Premios
| Año  | Trabajo/Categoría                                   | Premio              | Resultado |
| ---- | --------------------------------------------------- | ------------------- | --------- |
| 2014 | FORSAKEN - Mejor primera novela                     | Premio Bram Stoker  | Nominado  |
| 2014 | FORSAKEN - Mejor debutante                          | Goodreads           | Nominado  |
| 2014 | FORSAKEN - Mejor terror de 2014                     | Goodreads           | Nominado  |
| 2015 | FORSAKEN - Excelencia en publicación independiente  | Premio Apple E-Book | Ganador   |
| 2018 | EL CUARTO MONO - Mejor thriller de suspense de 2017 | Premio Audie        | Ganador   |
| 2018 | DRÁCULA. EL ORIGEN - Mejor terror de 2018           | Goodreads           | Nominado  |
| 2019 | LA QUINTA VÍCTIMA - AudioFile 2019                  | Premio Auriculares  | Ganador   |
| 2019 | DRÁCULA. EL ORIGEN - Logro superiores en una novela | Premio Bram Stoker  | Nominado  |